# أرميل بيلا كوتشاب
أرميل بيلا كوتشاب (مواليد 11 ديسمبر 2001) هو لاعب كرة قدم ألماني يلعب في مركز المدافع في نادي ساوثهامبتون.

## وصلات خارجية
- أرميل بيلا كوتشاب على موقع الاتحاد الأوربي (الإنجليزية)
- أرميل بيلا كوتشاب على موقع قاعدة بيانات كرة القدم.إي يو (الإنجليزية)
- أرميل بيلا كوتشاب على موقع بيانات كرة القدم. دي إي (الألمانية)
- أرميل بيلا كوتشاب على موقع ليكيب (الفرنسية)
- أرميل بيلا كوتشاب على موقع ناشيونال فوتبول تيمز (الإنجليزية)
- أرميل بيلا كوتشاب على موقع Soccerbase.com (لاعب) (الإنجليزية)
- أرميل بيلا كوتشاب على موقع Soccerway.com (الإنجليزية)
- أرميل بيلا كوتشاب على موقع عالم كرة القدم.نت (الإنجليزية)